# Agonita cribicollis
Agonita cribicollis es un coleóptero de la familia Chrysomelidae.
Fue descrita científicamente por primera vez en 1900 por Gestro.